# Óscar Plano
Óscar Plano (Madrid, 2 februari 1991) is een Spaans voetballer die doorgaans als aanvaller speelt. Hij verruilde Alcorcón in juli 2017 transfervrij voor Real Valladolid.

## Clubcarrière
Plano begon op tienjarige leeftijd met voetballen bij CD Móstoles. Een jaar later stapte hij over naar de jeugdopleiding van Real Madrid. In 2011 debuteerde hij in het tweede elftal van Real Madrid.
1 Masip ·
2 L. Pérez ·
3 García ·
4 Olivas ·
5 Sánchez ·
6 González ·
7 Guardiola ·
8 K. Pérez ·
9 Weissman ·
10 Plano ·
11 Hervías ·
12 Orellana ·
13 Roberto ·
14 Alcaraz ·
15 El Yamiq ·
16 André ·
17 Mesa ·
18 Janko ·
19 Toni ·
20 Fede ·
21 Míchel  ·
22 Nacho ·
23 Rubio ·
24 Joaquín ·
40 Jota ·
Coach: Sergio